# Gruppspelet i Uefa Champions League 2018/2019
Gruppspelet i Uefa Champions League 2018/2019 spelades från den 18 september till den 12 december 2018, totalt 32 lag tävlade i gruppspelet.

## Gruppspel

### Grupp A
| Nr | Lag               | S | V | O | F | GM | IM | MS  | P  |
| -- | ----------------- | - | - | - | - | -- | -- | --- | -- |
| 1  | Borussia Dortmund | 6 | 4 | 1 | 1 | 10 | 2  | +8  | 13 |
| 2  | Atlético Madrid   | 6 | 4 | 1 | 1 | 9  | 6  | +3  | 13 |
| 3  | Club Brugge       | 6 | 1 | 3 | 2 | 5  | 5  | 0   | 6  |
| 4  | AS Monaco         | 6 | 0 | 1 | 5 | 3  | 14 | −11 | 1  |

|             | 18 september 2018 | AS Monaco           | 1 – 2           | Atlético Madrid                          | Stade Louis II                                           |                                                          |
| 21:00 UTC+2 | 21:00 UTC+2       | Samuel Grandsir 18′ | (1 – 2) Rapport | 31′ Diego Costa 45+1′ José María Giménez | Monaco Publik: 10 575 Domare: William Collum (Skottland) | Monaco Publik: 10 575 Domare: William Collum (Skottland) |
| 21:00 UTC+2 | 21:00 UTC+2       |                     |                 |                                          | Monaco Publik: 10 575 Domare: William Collum (Skottland) | Monaco Publik: 10 575 Domare: William Collum (Skottland) |
| 21:00 UTC+2 | 21:00 UTC+2       |                     |                 |                                          | Monaco Publik: 10 575 Domare: William Collum (Skottland) | Monaco Publik: 10 575 Domare: William Collum (Skottland) |

|             | 18 september 2018 | Club Brugge | 0 – 1           | Borussia Dortmund     | Jan Breydelstadion                                           |                                                              |
| 21:00 UTC+2 | 21:00 UTC+2       |             | (0 – 0) Rapport | 85′ Christian Pulisic | Brygge Publik: 25 181 Domare: Danny Makkelie (Nederländerna) | Brygge Publik: 25 181 Domare: Danny Makkelie (Nederländerna) |
| 21:00 UTC+2 | 21:00 UTC+2       |             |                 |                       | Brygge Publik: 25 181 Domare: Danny Makkelie (Nederländerna) | Brygge Publik: 25 181 Domare: Danny Makkelie (Nederländerna) |
| 21:00 UTC+2 | 21:00 UTC+2       |             |                 |                       | Brygge Publik: 25 181 Domare: Danny Makkelie (Nederländerna) | Brygge Publik: 25 181 Domare: Danny Makkelie (Nederländerna) |

|             | 3 oktober 2018 | Atlético Madrid                       | 3 – 1           | Club Brugge           | Wanda Metropolitano                                     |                                                         |
| 21:00 UTC+2 | 21:00 UTC+2    | Antoine Griezmann 28′, 67′ Koke 90+4′ | (1 – 1) Rapport | 39′ Arnaut Groeneveld | Madrid Publik: 55 742 Domare: Ivan Kružliak (Slovakien) | Madrid Publik: 55 742 Domare: Ivan Kružliak (Slovakien) |
| 21:00 UTC+2 | 21:00 UTC+2    |                                       |                 |                       | Madrid Publik: 55 742 Domare: Ivan Kružliak (Slovakien) | Madrid Publik: 55 742 Domare: Ivan Kružliak (Slovakien) |
| 21:00 UTC+2 | 21:00 UTC+2    |                                       |                 |                       | Madrid Publik: 55 742 Domare: Ivan Kružliak (Slovakien) | Madrid Publik: 55 742 Domare: Ivan Kružliak (Slovakien) |

|             | 3 oktober 2018 | Borussia Dortmund                                        | 3 – 0           | AS Monaco | Signal Iduna Park                                          |                                                            |
| 21:00 UTC+2 | 21:00 UTC+2    | Jacob Bruun Larsen 51′ Paco Alcácer 72′ Marco Reus 90+2′ | (0 – 0) Rapport |           | Dortmund Publik: 66 099 Domare: Aleksei Kulbakov (Belarus) | Dortmund Publik: 66 099 Domare: Aleksei Kulbakov (Belarus) |
| 21:00 UTC+2 | 21:00 UTC+2    |                                                          |                 |           | Dortmund Publik: 66 099 Domare: Aleksei Kulbakov (Belarus) | Dortmund Publik: 66 099 Domare: Aleksei Kulbakov (Belarus) |
| 21:00 UTC+2 | 21:00 UTC+2    |                                                          |                 |           | Dortmund Publik: 66 099 Domare: Aleksei Kulbakov (Belarus) | Dortmund Publik: 66 099 Domare: Aleksei Kulbakov (Belarus) |

|             | 24 oktober 2018 | Club Brugge | 1 – 1           | AS Monaco        | Jan Breydelstadion                                     |                                                        |
| 18:55 UTC+2 | 18:55 UTC+2     | Wesley 39′  | (1 – 1) Rapport | 31′ Moussa Sylla | Brygge Publik: 23 957 Domare: Michael Oliver (England) | Brygge Publik: 23 957 Domare: Michael Oliver (England) |
| 18:55 UTC+2 | 18:55 UTC+2     |             |                 |                  | Brygge Publik: 23 957 Domare: Michael Oliver (England) | Brygge Publik: 23 957 Domare: Michael Oliver (England) |
| 18:55 UTC+2 | 18:55 UTC+2     |             |                 |                  | Brygge Publik: 23 957 Domare: Michael Oliver (England) | Brygge Publik: 23 957 Domare: Michael Oliver (England) |

|             | 24 oktober 2018 | Borussia Dortmund                                           | 4 – 0           | Atlético Madrid | Signal Iduna Park                                        |                                                          |
| 21:00 UTC+2 | 21:00 UTC+2     | Axel Witsel 38′ Raphaël Guerreiro 73′, 89′ Jadon Sancho 83′ | (1 – 0) Rapport |                 | Dortmund Publik: 66 099 Domare: Anthony Taylor (England) | Dortmund Publik: 66 099 Domare: Anthony Taylor (England) |
| 21:00 UTC+2 | 21:00 UTC+2     |                                                             |                 |                 | Dortmund Publik: 66 099 Domare: Anthony Taylor (England) | Dortmund Publik: 66 099 Domare: Anthony Taylor (England) |
| 21:00 UTC+2 | 21:00 UTC+2     |                                                             |                 |                 | Dortmund Publik: 66 099 Domare: Anthony Taylor (England) | Dortmund Publik: 66 099 Domare: Anthony Taylor (England) |

|             | 6 november 2018 | AS Monaco | 0 – 4           | Club Brugge                                             | Stade Louis II                                     |                                                    |
| 18:55 UTC+1 | 18:55 UTC+1     |           | (0 – 3) Rapport | 12′, 17′ (str.) Hans Vanaken 24′ Wesley 85′ Ruud Vormer | Monaco Publik: 8 347 Domare: Artur Dias (Portugal) | Monaco Publik: 8 347 Domare: Artur Dias (Portugal) |
| 18:55 UTC+1 | 18:55 UTC+1     |           |                 |                                                         | Monaco Publik: 8 347 Domare: Artur Dias (Portugal) | Monaco Publik: 8 347 Domare: Artur Dias (Portugal) |
| 18:55 UTC+1 | 18:55 UTC+1     |           |                 |                                                         | Monaco Publik: 8 347 Domare: Artur Dias (Portugal) | Monaco Publik: 8 347 Domare: Artur Dias (Portugal) |

|             | 6 november 2018 | Atlético Madrid                       | 2 – 0           | Borussia Dortmund | Wanda Metropolitano                                    |                                                        |
| 21:00 UTC+1 | 21:00 UTC+1     | Saúl Ñíguez 33′ Antoine Griezmann 80′ | (1 – 0) Rapport |                   | Madrid Publik: 61 023 Domare: Daniele Orsato (Italien) | Madrid Publik: 61 023 Domare: Daniele Orsato (Italien) |
| 21:00 UTC+1 | 21:00 UTC+1     |                                       |                 |                   | Madrid Publik: 61 023 Domare: Daniele Orsato (Italien) | Madrid Publik: 61 023 Domare: Daniele Orsato (Italien) |
| 21:00 UTC+1 | 21:00 UTC+1     |                                       |                 |                   | Madrid Publik: 61 023 Domare: Daniele Orsato (Italien) | Madrid Publik: 61 023 Domare: Daniele Orsato (Italien) |

|             | 28 november 2018 | Atlético Madrid               | 2 – 0           | AS Monaco | Wanda Metropolitano                                        |                                                            |
| 18:55 UTC+1 | 18:55 UTC+1      | Koke 2′ Antoine Griezmann 24′ | (2 – 0) Rapport |           | Madrid Publik: 56 314 Domare: Mattias Gestranius (Finland) | Madrid Publik: 56 314 Domare: Mattias Gestranius (Finland) |
| 18:55 UTC+1 | 18:55 UTC+1      |                               |                 |           | Madrid Publik: 56 314 Domare: Mattias Gestranius (Finland) | Madrid Publik: 56 314 Domare: Mattias Gestranius (Finland) |
| 18:55 UTC+1 | 18:55 UTC+1      |                               |                 |           | Madrid Publik: 56 314 Domare: Mattias Gestranius (Finland) | Madrid Publik: 56 314 Domare: Mattias Gestranius (Finland) |

|             | 28 november 2018 | Borussia Dortmund | 0 – 0   | Club Brugge | Signal Iduna Park                                           |                                                             |
| 21:00 UTC+1 | 21:00 UTC+1      |                   | Rapport |             | Dortmund Publik: 66 099 Domare: Gediminas Mažeika (Litauen) | Dortmund Publik: 66 099 Domare: Gediminas Mažeika (Litauen) |
| 21:00 UTC+1 | 21:00 UTC+1      |                   |         |             | Dortmund Publik: 66 099 Domare: Gediminas Mažeika (Litauen) | Dortmund Publik: 66 099 Domare: Gediminas Mažeika (Litauen) |
| 21:00 UTC+1 | 21:00 UTC+1      |                   |         |             | Dortmund Publik: 66 099 Domare: Gediminas Mažeika (Litauen) | Dortmund Publik: 66 099 Domare: Gediminas Mažeika (Litauen) |

|             | 11 december 2018 | Club Brugge | 0 – 0   | Atlético Madrid | Jan Breydelstadion                                   |                                                      |
| 21:00 UTC+1 | 21:00 UTC+1      |             | Rapport |                 | Brygge Publik: 25 645 Domare: Davide Massa (Italien) | Brygge Publik: 25 645 Domare: Davide Massa (Italien) |
| 21:00 UTC+1 | 21:00 UTC+1      |             |         |                 | Brygge Publik: 25 645 Domare: Davide Massa (Italien) | Brygge Publik: 25 645 Domare: Davide Massa (Italien) |
| 21:00 UTC+1 | 21:00 UTC+1      |             |         |                 | Brygge Publik: 25 645 Domare: Davide Massa (Italien) | Brygge Publik: 25 645 Domare: Davide Massa (Italien) |

|             | 11 december 2018 | AS Monaco | 0 – 2           | Borussia Dortmund          | Stade Louis II                                      |                                                     |
| 21:00 UTC+1 | 21:00 UTC+1      |           | (0 – 1) Rapport | 15′, 88′ Raphaël Guerreiro | Monaco Publik: 8 731 Domare: Craig Pawson (England) | Monaco Publik: 8 731 Domare: Craig Pawson (England) |
| 21:00 UTC+1 | 21:00 UTC+1      |           |                 |                            | Monaco Publik: 8 731 Domare: Craig Pawson (England) | Monaco Publik: 8 731 Domare: Craig Pawson (England) |
| 21:00 UTC+1 | 21:00 UTC+1      |           |                 |                            | Monaco Publik: 8 731 Domare: Craig Pawson (England) | Monaco Publik: 8 731 Domare: Craig Pawson (England) |

### Grupp B
| Nr | Lag               | S | V | O | F | GM | IM | MS | P  |
| -- | ----------------- | - | - | - | - | -- | -- | -- | -- |
| 1  | Barcelona         | 6 | 4 | 2 | 0 | 14 | 5  | +9 | 14 |
| 2  | Tottenham Hotspur | 6 | 2 | 2 | 2 | 9  | 10 | −1 | 8  |
| 3  | Inter             | 6 | 2 | 2 | 2 | 6  | 7  | −1 | 8  |
| 4  | PSV               | 6 | 0 | 2 | 4 | 6  | 13 | −7 | 2  |

|             | 18 september 2018 | Barcelona                                      | 4 – 0           | PSV | Camp Nou                                                      |                                                               |
| 18:55 UTC+2 | 18:55 UTC+2       | Lionel Messi 32′, 77′, 87′ Ousmane Dembélé 75′ | (1 – 0) Rapport |     | Barcelona Publik: 73 462 Domare: Tasos Sidropoulos (Grekland) | Barcelona Publik: 73 462 Domare: Tasos Sidropoulos (Grekland) |
| 18:55 UTC+2 | 18:55 UTC+2       |                                                |                 |     | Barcelona Publik: 73 462 Domare: Tasos Sidropoulos (Grekland) | Barcelona Publik: 73 462 Domare: Tasos Sidropoulos (Grekland) |
| 18:55 UTC+2 | 18:55 UTC+2       |                                                |                 |     | Barcelona Publik: 73 462 Domare: Tasos Sidropoulos (Grekland) | Barcelona Publik: 73 462 Domare: Tasos Sidropoulos (Grekland) |

|             | 18 september 2018 | Inter                                | 2 – 1           | Tottenham Hotspur     | San Siro                                                 |                                                          |
| 18:55 UTC+2 | 18:55 UTC+2       | Mauro Icardi 86′ Matías Vecino 90+2′ | (0 – 0) Rapport | 53′ Christian Eriksen | Milano Publik: 64 123 Domare: Clément Turpin (Frankrike) | Milano Publik: 64 123 Domare: Clément Turpin (Frankrike) |
| 18:55 UTC+2 | 18:55 UTC+2       |                                      |                 |                       | Milano Publik: 64 123 Domare: Clément Turpin (Frankrike) | Milano Publik: 64 123 Domare: Clément Turpin (Frankrike) |
| 18:55 UTC+2 | 18:55 UTC+2       |                                      |                 |                       | Milano Publik: 64 123 Domare: Clément Turpin (Frankrike) | Milano Publik: 64 123 Domare: Clément Turpin (Frankrike) |

|             | 3 oktober 2018 | Tottenham Hotspur              | 2 – 4           | Barcelona                                                   | Wembley Stadium                                       |                                                       |
| 20:00 UTC+1 | 20:00 UTC+1    | Harry Kane 52′ Erik Lamela 66′ | (0 – 2) Rapport | 2′ Philippe Coutinho 28′ Ivan Rakitić 56′, 90′ Lionel Messi | London Publik: 82 137 Domare: Felix Zwayer (Tyskland) | London Publik: 82 137 Domare: Felix Zwayer (Tyskland) |
| 20:00 UTC+1 | 20:00 UTC+1    |                                |                 |                                                             | London Publik: 82 137 Domare: Felix Zwayer (Tyskland) | London Publik: 82 137 Domare: Felix Zwayer (Tyskland) |
| 20:00 UTC+1 | 20:00 UTC+1    |                                |                 |                                                             | London Publik: 82 137 Domare: Felix Zwayer (Tyskland) | London Publik: 82 137 Domare: Felix Zwayer (Tyskland) |

|             | 3 oktober 2018 | PSV               | 1 – 2           | Inter                                 | Philips Stadion                                          |                                                          |
| 21:00 UTC+2 | 21:00 UTC+2    | Pablo Rosario 27′ | (1 – 1) Rapport | 44′ Radja Nainggolan 60′ Mauro Icardi | Eindhoven Publik: 34 750 Domare: Milorad Mažić (Serbien) | Eindhoven Publik: 34 750 Domare: Milorad Mažić (Serbien) |
| 21:00 UTC+2 | 21:00 UTC+2    |                   |                 |                                       | Eindhoven Publik: 34 750 Domare: Milorad Mažić (Serbien) | Eindhoven Publik: 34 750 Domare: Milorad Mažić (Serbien) |
| 21:00 UTC+2 | 21:00 UTC+2    |                   |                 |                                       | Eindhoven Publik: 34 750 Domare: Milorad Mažić (Serbien) | Eindhoven Publik: 34 750 Domare: Milorad Mažić (Serbien) |

|             | 24 oktober 2018 | PSV                                 | 2 – 2           | Tottenham Hotspur              | Philips Stadion                                            |                                                            |
| 18:55 UTC+2 | 18:55 UTC+2     | Hirving Lozano 30′ Luuk de Jong 87′ | (1 – 1) Rapport | 39′ Lucas Moura 55′ Harry Kane | Eindhoven Publik: 35 000 Domare: Slavko Vinčić (Slovenien) | Eindhoven Publik: 35 000 Domare: Slavko Vinčić (Slovenien) |
| 18:55 UTC+2 | 18:55 UTC+2     |                                     |                 |                                | Eindhoven Publik: 35 000 Domare: Slavko Vinčić (Slovenien) | Eindhoven Publik: 35 000 Domare: Slavko Vinčić (Slovenien) |
| 18:55 UTC+2 | 18:55 UTC+2     |                                     |                 |                                | Eindhoven Publik: 35 000 Domare: Slavko Vinčić (Slovenien) | Eindhoven Publik: 35 000 Domare: Slavko Vinčić (Slovenien) |

|             | 24 oktober 2018 | Barcelona                  | 2 – 0           | Inter | Camp Nou                                                   |                                                            |
| 21:00 UTC+2 | 21:00 UTC+2     | Rafinha 32′ Jordi Alba 83′ | (1 – 0) Rapport |       | Barcelona Publik: 86 290 Domare: Ovidiu Haţegan (Rumänien) | Barcelona Publik: 86 290 Domare: Ovidiu Haţegan (Rumänien) |
| 21:00 UTC+2 | 21:00 UTC+2     |                            |                 |       | Barcelona Publik: 86 290 Domare: Ovidiu Haţegan (Rumänien) | Barcelona Publik: 86 290 Domare: Ovidiu Haţegan (Rumänien) |
| 21:00 UTC+2 | 21:00 UTC+2     |                            |                 |       | Barcelona Publik: 86 290 Domare: Ovidiu Haţegan (Rumänien) | Barcelona Publik: 86 290 Domare: Ovidiu Haţegan (Rumänien) |

|             | 6 november 2018 | Tottenham Hotspur   | 2 – 1           | PSV             | Wembley Stadium                                         |                                                         |
| 20:00 UTC±0 | 20:00 UTC±0     | Harry Kane 78′, 89′ | (0 – 1) Rapport | 2′ Luuk de Jong | London Publik: 46 588 Domare: Ivan Kružliak (Slovakien) | London Publik: 46 588 Domare: Ivan Kružliak (Slovakien) |
| 20:00 UTC±0 | 20:00 UTC±0     |                     |                 |                 | London Publik: 46 588 Domare: Ivan Kružliak (Slovakien) | London Publik: 46 588 Domare: Ivan Kružliak (Slovakien) |
| 20:00 UTC±0 | 20:00 UTC±0     |                     |                 |                 | London Publik: 46 588 Domare: Ivan Kružliak (Slovakien) | London Publik: 46 588 Domare: Ivan Kružliak (Slovakien) |

|             | 6 november 2018 | Inter            | 1 – 1           | Barcelona  | San Siro                                               |                                                        |
| 21:00 UTC+1 | 21:00 UTC+1     | Mauro Icardi 87′ | (0 – 0) Rapport | 83′ Malcom | Milano Publik: 70 915 Domare: Szymon Marciniak (Polen) | Milano Publik: 70 915 Domare: Szymon Marciniak (Polen) |
| 21:00 UTC+1 | 21:00 UTC+1     |                  |                 |            | Milano Publik: 70 915 Domare: Szymon Marciniak (Polen) | Milano Publik: 70 915 Domare: Szymon Marciniak (Polen) |
| 21:00 UTC+1 | 21:00 UTC+1     |                  |                 |            | Milano Publik: 70 915 Domare: Szymon Marciniak (Polen) | Milano Publik: 70 915 Domare: Szymon Marciniak (Polen) |

|             | 28 november 2018 | PSV              | 1 – 2           | Barcelona                         | Philips Stadion                                            |                                                            |
| 21:00 UTC+1 | 21:00 UTC+1      | Luuk de Jong 83′ | (0 – 0) Rapport | 61′ Lionel Messi 70′ Gerard Piqué | Eindhoven Publik: 34 600 Domare: Pavel Královec (Tjeckien) | Eindhoven Publik: 34 600 Domare: Pavel Královec (Tjeckien) |
| 21:00 UTC+1 | 21:00 UTC+1      |                  |                 |                                   | Eindhoven Publik: 34 600 Domare: Pavel Královec (Tjeckien) | Eindhoven Publik: 34 600 Domare: Pavel Královec (Tjeckien) |
| 21:00 UTC+1 | 21:00 UTC+1      |                  |                 |                                   | Eindhoven Publik: 34 600 Domare: Pavel Královec (Tjeckien) | Eindhoven Publik: 34 600 Domare: Pavel Královec (Tjeckien) |

|             | 28 november 2018 | Tottenham Hotspur     | 1 – 0           | Inter | Wembley Stadium                                      |                                                      |
| 20:00 UTC±0 | 20:00 UTC±0      | Christian Eriksen 80′ | (0 – 0) Rapport |       | London Publik: 57 132 Domare: Cüneyt Çakır (Turkiet) | London Publik: 57 132 Domare: Cüneyt Çakır (Turkiet) |
| 20:00 UTC±0 | 20:00 UTC±0      |                       |                 |       | London Publik: 57 132 Domare: Cüneyt Çakır (Turkiet) | London Publik: 57 132 Domare: Cüneyt Çakır (Turkiet) |
| 20:00 UTC±0 | 20:00 UTC±0      |                       |                 |       | London Publik: 57 132 Domare: Cüneyt Çakır (Turkiet) | London Publik: 57 132 Domare: Cüneyt Çakır (Turkiet) |

|             | 11 december 2018 | Barcelona          | 1 – 1           | Tottenham Hotspur | Camp Nou                                                 |                                                          |
| 21:00 UTC+1 | 21:00 UTC+1      | Ousmane Dembélé 7′ | (1 – 0) Rapport | 85′ Lucas Moura   | Barcelona Publik: 69 961 Domare: Milorad Mažić (Serbien) | Barcelona Publik: 69 961 Domare: Milorad Mažić (Serbien) |
| 21:00 UTC+1 | 21:00 UTC+1      |                    |                 |                   | Barcelona Publik: 69 961 Domare: Milorad Mažić (Serbien) | Barcelona Publik: 69 961 Domare: Milorad Mažić (Serbien) |
| 21:00 UTC+1 | 21:00 UTC+1      |                    |                 |                   | Barcelona Publik: 69 961 Domare: Milorad Mažić (Serbien) | Barcelona Publik: 69 961 Domare: Milorad Mažić (Serbien) |

|             | 11 december 2018 | Inter            | 1 – 1           | PSV                | San Siro                                              |                                                       |
| 21:00 UTC+1 | 21:00 UTC+1      | Mauro Icardi 73′ | (0 – 1) Rapport | 13′ Hirving Lozano | Milano Publik: 62 533 Domare: Felix Zwayer (Tyskland) | Milano Publik: 62 533 Domare: Felix Zwayer (Tyskland) |
| 21:00 UTC+1 | 21:00 UTC+1      |                  |                 |                    | Milano Publik: 62 533 Domare: Felix Zwayer (Tyskland) | Milano Publik: 62 533 Domare: Felix Zwayer (Tyskland) |
| 21:00 UTC+1 | 21:00 UTC+1      |                  |                 |                    | Milano Publik: 62 533 Domare: Felix Zwayer (Tyskland) | Milano Publik: 62 533 Domare: Felix Zwayer (Tyskland) |

### Grupp C
| Nr | Lag                 | S | V | O | F | GM | IM | MS  | P  |
| -- | ------------------- | - | - | - | - | -- | -- | --- | -- |
| 1  | Paris Saint-Germain | 6 | 3 | 2 | 1 | 17 | 9  | +8  | 11 |
| 2  | Liverpool           | 6 | 3 | 0 | 3 | 9  | 7  | +2  | 9  |
| 3  | Napoli              | 6 | 2 | 3 | 1 | 7  | 5  | +2  | 9  |
| 4  | Röda stjärnan       | 6 | 1 | 1 | 4 | 5  | 17 | −12 | 4  |

|             | 18 september 2018 | Liverpool                                                          | 3 – 2           | Paris Saint-Germain                  | Anfield                                                 |                                                         |
| 20:00 UTC+1 | 20:00 UTC+1       | Daniel Sturridge 30′ James Milner 36′ (str.) Roberto Firmino 90+2′ | (2 – 1) Rapport | 40′ Thomas Meunier 83′ Kylian Mbappé | Liverpool Publik: 52 478 Domare: Cüneyt Çakır (Turkiet) | Liverpool Publik: 52 478 Domare: Cüneyt Çakır (Turkiet) |
| 20:00 UTC+1 | 20:00 UTC+1       |                                                                    |                 |                                      | Liverpool Publik: 52 478 Domare: Cüneyt Çakır (Turkiet) | Liverpool Publik: 52 478 Domare: Cüneyt Çakır (Turkiet) |
| 20:00 UTC+1 | 20:00 UTC+1       |                                                                    |                 |                                      | Liverpool Publik: 52 478 Domare: Cüneyt Çakır (Turkiet) | Liverpool Publik: 52 478 Domare: Cüneyt Çakır (Turkiet) |

|             | 18 september 2018 | Röda stjärnan | 0 – 0   | Napoli | Stadion Rajko Mitić                                     |                                                         |
| 21:00 UTC+2 | 21:00 UTC+2       |               | Rapport |        | Belgrad Publik: 49 112 Domare: Szymon Marciniak (Polen) | Belgrad Publik: 49 112 Domare: Szymon Marciniak (Polen) |
| 21:00 UTC+2 | 21:00 UTC+2       |               |         |        | Belgrad Publik: 49 112 Domare: Szymon Marciniak (Polen) | Belgrad Publik: 49 112 Domare: Szymon Marciniak (Polen) |
| 21:00 UTC+2 | 21:00 UTC+2       |               |         |        | Belgrad Publik: 49 112 Domare: Szymon Marciniak (Polen) | Belgrad Publik: 49 112 Domare: Szymon Marciniak (Polen) |

|             | 3 oktober 2018 | Paris Saint-Germain                                                          | 6 – 1           | Röda Stjärnan   | Parc des Princes                                   |                                                    |
| 18:55 UTC+2 | 18:55 UTC+2    | Neymar 20′, 22′, 81′ Edinson Cavani 37′ Ángel Di María 42′ Kylian Mbappé 70′ | (4 – 0) Rapport | 74′ Marko Marin | Paris Publik: 39 979 Domare: Artur Dias (Portugal) | Paris Publik: 39 979 Domare: Artur Dias (Portugal) |
| 18:55 UTC+2 | 18:55 UTC+2    |                                                                              |                 |                 | Paris Publik: 39 979 Domare: Artur Dias (Portugal) | Paris Publik: 39 979 Domare: Artur Dias (Portugal) |
| 18:55 UTC+2 | 18:55 UTC+2    |                                                                              |                 |                 | Paris Publik: 39 979 Domare: Artur Dias (Portugal) | Paris Publik: 39 979 Domare: Artur Dias (Portugal) |

|             | 3 oktober 2018 | Napoli              | 1 – 0           | Liverpool | San Paolo-stadion                                    |                                                      |
| 21:00 UTC+2 | 21:00 UTC+2    | Lorenzo Insigne 90′ | (0 – 0) Rapport |           | Neapel Publik: 37 057 Domare: Victor Kassai (Ungern) | Neapel Publik: 37 057 Domare: Victor Kassai (Ungern) |
| 21:00 UTC+2 | 21:00 UTC+2    |                     |                 |           | Neapel Publik: 37 057 Domare: Victor Kassai (Ungern) | Neapel Publik: 37 057 Domare: Victor Kassai (Ungern) |
| 21:00 UTC+2 | 21:00 UTC+2    |                     |                 |           | Neapel Publik: 37 057 Domare: Victor Kassai (Ungern) | Neapel Publik: 37 057 Domare: Victor Kassai (Ungern) |

|             | 24 oktober 2018 | Paris Saint-Germain                       | 2 – 2           | Napoli                                | Parc des Princes                                     |                                                      |
| 21:00 UTC+2 | 21:00 UTC+2     | Mário Rui 61′ (sjm.) Ángel Di María 90+3′ | (0 – 1) Rapport | 29′ Lorenzo Insigne 77′ Dries Mertens | Paris Publik: 46 274 Domare: Feliz Zwayer (Tyskland) | Paris Publik: 46 274 Domare: Feliz Zwayer (Tyskland) |
| 21:00 UTC+2 | 21:00 UTC+2     |                                           |                 |                                       | Paris Publik: 46 274 Domare: Feliz Zwayer (Tyskland) | Paris Publik: 46 274 Domare: Feliz Zwayer (Tyskland) |
| 21:00 UTC+2 | 21:00 UTC+2     |                                           |                 |                                       | Paris Publik: 46 274 Domare: Feliz Zwayer (Tyskland) | Paris Publik: 46 274 Domare: Feliz Zwayer (Tyskland) |

|             | 24 oktober 2018 | Liverpool                                                        | 4 – 0           | Röda Stjärnan | Anfield                                                    |                                                            |
| 20:00 UTC+1 | 20:00 UTC+1     | Roberto Firmino 20′ Mohamed Salah 45′, 51′ (str.) Sadio Mané 80′ | (2 – 0) Rapport |               | Liverpool Publik: 53 024 Domare: Daniel Siebert (Tyskland) | Liverpool Publik: 53 024 Domare: Daniel Siebert (Tyskland) |
| 20:00 UTC+1 | 20:00 UTC+1     |                                                                  |                 |               | Liverpool Publik: 53 024 Domare: Daniel Siebert (Tyskland) | Liverpool Publik: 53 024 Domare: Daniel Siebert (Tyskland) |
| 20:00 UTC+1 | 20:00 UTC+1     |                                                                  |                 |               | Liverpool Publik: 53 024 Domare: Daniel Siebert (Tyskland) | Liverpool Publik: 53 024 Domare: Daniel Siebert (Tyskland) |

|             | 6 november 2018 | Röda stjärnan         | 2 – 0           | Liverpool | Stadion Rajko Mitić                                          |                                                              |
| 18:55 UTC+1 | 18:55 UTC+1     | Milan Parkov 22′, 29′ | (2 – 0) Rapport |           | Belgrad Publik: 51 318 Domare: Antonio Mateu Lahoz (Spanien) | Belgrad Publik: 51 318 Domare: Antonio Mateu Lahoz (Spanien) |
| 18:55 UTC+1 | 18:55 UTC+1     |                       |                 |           | Belgrad Publik: 51 318 Domare: Antonio Mateu Lahoz (Spanien) | Belgrad Publik: 51 318 Domare: Antonio Mateu Lahoz (Spanien) |
| 18:55 UTC+1 | 18:55 UTC+1     |                       |                 |           | Belgrad Publik: 51 318 Domare: Antonio Mateu Lahoz (Spanien) | Belgrad Publik: 51 318 Domare: Antonio Mateu Lahoz (Spanien) |

|             | 6 november 2018 | Napoli                     | 1 – 1           | Paris Saint-Germain | San Paolo-stadion                                           |                                                             |
| 21:00 UTC+1 | 21:00 UTC+1     | Lorenzo Insigne 63′ (str.) | (0 – 1) Rapport | 45+2′ Juan Bernat   | Neapel Publik: 55 489 Domare: Björn Kuipers (Nederländerna) | Neapel Publik: 55 489 Domare: Björn Kuipers (Nederländerna) |
| 21:00 UTC+1 | 21:00 UTC+1     |                            |                 |                     | Neapel Publik: 55 489 Domare: Björn Kuipers (Nederländerna) | Neapel Publik: 55 489 Domare: Björn Kuipers (Nederländerna) |
| 21:00 UTC+1 | 21:00 UTC+1     |                            |                 |                     | Neapel Publik: 55 489 Domare: Björn Kuipers (Nederländerna) | Neapel Publik: 55 489 Domare: Björn Kuipers (Nederländerna) |

|             | 28 november 2018 | Paris Saint-Germain        | 2 – 1           | Liverpool                 | Parc des Princes                                      |                                                       |
| 21:00 UTC+1 | 21:00 UTC+1      | Juan Bernat 13′ Neymar 37′ | (2 – 1) Rapport | 45+1′ (str.) James Milner | Paris Publik: 46 880 Domare: Szymon Marciniak (Polen) | Paris Publik: 46 880 Domare: Szymon Marciniak (Polen) |
| 21:00 UTC+1 | 21:00 UTC+1      |                            |                 |                           | Paris Publik: 46 880 Domare: Szymon Marciniak (Polen) | Paris Publik: 46 880 Domare: Szymon Marciniak (Polen) |
| 21:00 UTC+1 | 21:00 UTC+1      |                            |                 |                           | Paris Publik: 46 880 Domare: Szymon Marciniak (Polen) | Paris Publik: 46 880 Domare: Szymon Marciniak (Polen) |

|             | 28 november 2018 | Napoli                                  | 3 – 1           | Röda Stjärnan               | San Paolo-stadion                                         |                                                           |
| 21:00 UTC+1 | 21:00 UTC+1      | Marek Hamšík 11′ Dries Mertens 33′, 52′ | (2 – 0) Rapport | 57′ El Fardou Ben Nabouhane | Neapel Publik: 44 470 Domare: Jesús Gil Manzano (Spanien) | Neapel Publik: 44 470 Domare: Jesús Gil Manzano (Spanien) |
| 21:00 UTC+1 | 21:00 UTC+1      |                                         |                 |                             | Neapel Publik: 44 470 Domare: Jesús Gil Manzano (Spanien) | Neapel Publik: 44 470 Domare: Jesús Gil Manzano (Spanien) |
| 21:00 UTC+1 | 21:00 UTC+1      |                                         |                 |                             | Neapel Publik: 44 470 Domare: Jesús Gil Manzano (Spanien) | Neapel Publik: 44 470 Domare: Jesús Gil Manzano (Spanien) |

|             | 11 december 2018 | Liverpool         | 1 – 0           | Napoli | Anfield                                                    |                                                            |
| 20:00 UTC±0 | 20:00 UTC±0      | Mohamed Salah 34′ | (1 – 0) Rapport |        | Liverpool Publik: 52 015 Domare: Damir Skomina (Slovenien) | Liverpool Publik: 52 015 Domare: Damir Skomina (Slovenien) |
| 20:00 UTC±0 | 20:00 UTC±0      |                   |                 |        | Liverpool Publik: 52 015 Domare: Damir Skomina (Slovenien) | Liverpool Publik: 52 015 Domare: Damir Skomina (Slovenien) |
| 20:00 UTC±0 | 20:00 UTC±0      |                   |                 |        | Liverpool Publik: 52 015 Domare: Damir Skomina (Slovenien) | Liverpool Publik: 52 015 Domare: Damir Skomina (Slovenien) |

|             | 11 december 2018 | Röda stjärnan      | 1 – 4           | Paris Saint-Germain                                              | Stadion Rajko Mitić                                       |                                                           |
| 21:00 UTC+1 | 21:00 UTC+1      | Marko Gobeljić 56′ | (0 – 2) Rapport | 10′ Edinson Cavani 40′ Neymar 74′ Marquinhos 90+2′ Kylian Mbappé | Belgrad Publik: 48 357 Domare: William Collum (Skottland) | Belgrad Publik: 48 357 Domare: William Collum (Skottland) |
| 21:00 UTC+1 | 21:00 UTC+1      |                    |                 |                                                                  | Belgrad Publik: 48 357 Domare: William Collum (Skottland) | Belgrad Publik: 48 357 Domare: William Collum (Skottland) |
| 21:00 UTC+1 | 21:00 UTC+1      |                    |                 |                                                                  | Belgrad Publik: 48 357 Domare: William Collum (Skottland) | Belgrad Publik: 48 357 Domare: William Collum (Skottland) |

### Grupp D
| Nr | Lag              | S | V | O | F | GM | IM | MS | P  |
| -- | ---------------- | - | - | - | - | -- | -- | -- | -- |
| 1  | Porto            | 6 | 5 | 1 | 0 | 15 | 6  | +9 | 16 |
| 2  | Schalke 04       | 6 | 3 | 2 | 1 | 6  | 4  | +2 | 11 |
| 3  | Galatasaray      | 6 | 1 | 1 | 4 | 6  | 8  | −2 | 4  |
| 4  | Lokomotiv Moskva | 6 | 1 | 0 | 5 | 4  | 12 | −8 | 3  |

|             | 18 september 2018 | Galatasaray                                                   | 3 – 0           | Lokomotiv Moskva | Türk Telekom Arena                                        |                                                           |
| 22:00 UTC+3 | 22:00 UTC+3       | Garry Rodrigues 9′ Eren Derdiyok 67′ Selçuk İnan 90+4′ (str.) | (1 – 0) Rapport |                  | Istanbul Publik: 43 542 Domare: Gianluca Rocchi (Italien) | Istanbul Publik: 43 542 Domare: Gianluca Rocchi (Italien) |
| 22:00 UTC+3 | 22:00 UTC+3       |                                                               |                 |                  | Istanbul Publik: 43 542 Domare: Gianluca Rocchi (Italien) | Istanbul Publik: 43 542 Domare: Gianluca Rocchi (Italien) |
| 22:00 UTC+3 | 22:00 UTC+3       |                                                               |                 |                  | Istanbul Publik: 43 542 Domare: Gianluca Rocchi (Italien) | Istanbul Publik: 43 542 Domare: Gianluca Rocchi (Italien) |

|             | 18 september 2018 | Schalke 04       | 1 – 1           | Porto             | Arena AufSchalke                                                 |                                                                  |
| 21:00 UTC+2 | 21:00 UTC+2       | Breel Embolo 64′ | (0 – 0) Rapport | 75′ (str.) Otávio | Gelsenkirchen Publik: 45 755 Domare: Jesús Gil Manzano (Spanien) | Gelsenkirchen Publik: 45 755 Domare: Jesús Gil Manzano (Spanien) |
| 21:00 UTC+2 | 21:00 UTC+2       |                  |                 |                   | Gelsenkirchen Publik: 45 755 Domare: Jesús Gil Manzano (Spanien) | Gelsenkirchen Publik: 45 755 Domare: Jesús Gil Manzano (Spanien) |
| 21:00 UTC+2 | 21:00 UTC+2       |                  |                 |                   | Gelsenkirchen Publik: 45 755 Domare: Jesús Gil Manzano (Spanien) | Gelsenkirchen Publik: 45 755 Domare: Jesús Gil Manzano (Spanien) |

|             | 3 oktober 2018 | Lokomotiv Moskva | 0 – 1           | Schalke 04          | RZD Arena                                              |                                                        |
| 19:55 UTC+3 | 19:55 UTC+3    |                  | (0 – 0) Rapport | 88′ Weston McKennie | Moskva Publik: 21 471 Domare: Anthony Taylor (England) | Moskva Publik: 21 471 Domare: Anthony Taylor (England) |
| 19:55 UTC+3 | 19:55 UTC+3    |                  |                 |                     | Moskva Publik: 21 471 Domare: Anthony Taylor (England) | Moskva Publik: 21 471 Domare: Anthony Taylor (England) |
| 19:55 UTC+3 | 19:55 UTC+3    |                  |                 |                     | Moskva Publik: 21 471 Domare: Anthony Taylor (England) | Moskva Publik: 21 471 Domare: Anthony Taylor (England) |

|             | 3 oktober 2018 | Porto             | 1 – 0           | Galatasaray | Estádio do Dragão                                     |                                                       |
| 20:00 UTC+1 | 20:00 UTC+1    | Moussa Marega 49′ | (0 – 0) Rapport |             | Porto Publik: 42 711 Domare: Michael Oliver (England) | Porto Publik: 42 711 Domare: Michael Oliver (England) |
| 20:00 UTC+1 | 20:00 UTC+1    |                   |                 |             | Porto Publik: 42 711 Domare: Michael Oliver (England) | Porto Publik: 42 711 Domare: Michael Oliver (England) |
| 20:00 UTC+1 | 20:00 UTC+1    |                   |                 |             | Porto Publik: 42 711 Domare: Michael Oliver (England) | Porto Publik: 42 711 Domare: Michael Oliver (England) |

|             | 24 oktober 2018 | Lokomotiv Moskva    | 1 – 3           | Porto                                                        | RZD Arena                                              |                                                        |
| 22:00 UTC+3 | 22:00 UTC+3     | Anton Miranchuk 38′ | (1 – 2) Rapport | 26′ (str.) Moussa Marega 35′ Héctor Herrera 47′ Jesús Corona | Moskva Publik: 16 034 Domare: Bobby Madden (Skottland) | Moskva Publik: 16 034 Domare: Bobby Madden (Skottland) |
| 22:00 UTC+3 | 22:00 UTC+3     |                     |                 |                                                              | Moskva Publik: 16 034 Domare: Bobby Madden (Skottland) | Moskva Publik: 16 034 Domare: Bobby Madden (Skottland) |
| 22:00 UTC+3 | 22:00 UTC+3     |                     |                 |                                                              | Moskva Publik: 16 034 Domare: Bobby Madden (Skottland) | Moskva Publik: 16 034 Domare: Bobby Madden (Skottland) |

|             | 24 oktober 2018 | Galatasaray | 0 – 0   | Schalke 04 | Türk Telekom Arena                                         |                                                            |
| 22:00 UTC+3 | 22:00 UTC+3     |             | Rapport |            | Istanbul Publik: 46 667 Domare: Benoît Bastien (Frankrike) | Istanbul Publik: 46 667 Domare: Benoît Bastien (Frankrike) |
| 22:00 UTC+3 | 22:00 UTC+3     |             |         |            | Istanbul Publik: 46 667 Domare: Benoît Bastien (Frankrike) | Istanbul Publik: 46 667 Domare: Benoît Bastien (Frankrike) |
| 22:00 UTC+3 | 22:00 UTC+3     |             |         |            | Istanbul Publik: 46 667 Domare: Benoît Bastien (Frankrike) | Istanbul Publik: 46 667 Domare: Benoît Bastien (Frankrike) |

|             | 6 november 2018 | Porto                                                             | 4 – 1           | Lokomotiv Moskva     | Estádio do Dragão                                   |                                                     |
| 20:00 UTC±0 | 20:00 UTC±0     | Héctor Herrera 2′ Moussa Marega 42′ Jesús Corona 67′ Otávio 90+2′ | (2 – 0) Rapport | 59′ Jefferson Farfán | Porto Publik: 34 616 Domare: Davide Massa (Italien) | Porto Publik: 34 616 Domare: Davide Massa (Italien) |
| 20:00 UTC±0 | 20:00 UTC±0     |                                                                   |                 |                      | Porto Publik: 34 616 Domare: Davide Massa (Italien) | Porto Publik: 34 616 Domare: Davide Massa (Italien) |
| 20:00 UTC±0 | 20:00 UTC±0     |                                                                   |                 |                      | Porto Publik: 34 616 Domare: Davide Massa (Italien) | Porto Publik: 34 616 Domare: Davide Massa (Italien) |

|             | 6 november 2018 | Schalke 04                        | 2 – 0           | Galatasaray | Arena AufSchalke                                                |                                                                 |
| 21:00 UTC+1 | 21:00 UTC+1     | Guido Burgstaller 4′ Mark Uth 57′ | (1 – 0) Rapport |             | Gelsenkirchen Publik: 34 616 Domare: William Collum (Skottland) | Gelsenkirchen Publik: 34 616 Domare: William Collum (Skottland) |
| 21:00 UTC+1 | 21:00 UTC+1     |                                   |                 |             | Gelsenkirchen Publik: 34 616 Domare: William Collum (Skottland) | Gelsenkirchen Publik: 34 616 Domare: William Collum (Skottland) |
| 21:00 UTC+1 | 21:00 UTC+1     |                                   |                 |             | Gelsenkirchen Publik: 34 616 Domare: William Collum (Skottland) | Gelsenkirchen Publik: 34 616 Domare: William Collum (Skottland) |

|             | 28 november 2018 | Lokomotiv Moskva                            | 2 – 0           | Galatasaray | RZD Arena                                                   |                                                             |
| 20:55 UTC+3 | 20:55 UTC+3      | Ryan Donk 43′ (sjm.) Vladislav Ignatyev 54′ | (1 – 0) Rapport |             | Moskva Publik: 14 037 Domare: Antonio Mateu Lahoz (Spanien) | Moskva Publik: 14 037 Domare: Antonio Mateu Lahoz (Spanien) |
| 20:55 UTC+3 | 20:55 UTC+3      |                                             |                 |             | Moskva Publik: 14 037 Domare: Antonio Mateu Lahoz (Spanien) | Moskva Publik: 14 037 Domare: Antonio Mateu Lahoz (Spanien) |
| 20:55 UTC+3 | 20:55 UTC+3      |                                             |                 |             | Moskva Publik: 14 037 Domare: Antonio Mateu Lahoz (Spanien) | Moskva Publik: 14 037 Domare: Antonio Mateu Lahoz (Spanien) |

|             | 28 november 2018 | Porto                                                 | 3 – 1           | Schalke 04                | Estádio do Dragão                                      |                                                        |
| 20:00 UTC±0 | 20:00 UTC±0      | Éder Militáo 52′ Jesús Corona 55′ Moussa Marega 90+4′ | (0 – 0) Rapport | 89′ (str.) Nabil Bentaleb | Porto Publik: 41 603 Domare: Ovidiu Haţegan (Rumänien) | Porto Publik: 41 603 Domare: Ovidiu Haţegan (Rumänien) |
| 20:00 UTC±0 | 20:00 UTC±0      |                                                       |                 |                           | Porto Publik: 41 603 Domare: Ovidiu Haţegan (Rumänien) | Porto Publik: 41 603 Domare: Ovidiu Haţegan (Rumänien) |
| 20:00 UTC±0 | 20:00 UTC±0      |                                                       |                 |                           | Porto Publik: 41 603 Domare: Ovidiu Haţegan (Rumänien) | Porto Publik: 41 603 Domare: Ovidiu Haţegan (Rumänien) |

|             | 11 december 2018 | Galatasaray                                     | 2 – 3           | Porto                                                   | Türk Telekom Arena                                         |                                                            |
| 20:55 UTC+3 | 20:55 UTC+3      | Sofiane Feghouli 45+1′ (str.) Eren Derdiyok 65′ | (1 – 2) Rapport | 17′ Felipe 42′ (str.) Moussa Marega 57′ Sérgio Oliveira | Istanbul Publik: 33 972 Domare: Aleksei Kulbakov (Belarus) | Istanbul Publik: 33 972 Domare: Aleksei Kulbakov (Belarus) |
| 20:55 UTC+3 | 20:55 UTC+3      |                                                 |                 |                                                         | Istanbul Publik: 33 972 Domare: Aleksei Kulbakov (Belarus) | Istanbul Publik: 33 972 Domare: Aleksei Kulbakov (Belarus) |
| 20:55 UTC+3 | 20:55 UTC+3      |                                                 |                 |                                                         | Istanbul Publik: 33 972 Domare: Aleksei Kulbakov (Belarus) | Istanbul Publik: 33 972 Domare: Aleksei Kulbakov (Belarus) |

|             | 11 december 2018 | Schalke 04              | 1 – 0           | Lokomotiv Moskva | Arena AufSchalke                                                   |                                                                    |
| 18:55 UTC+1 | 18:55 UTC+1      | Alessandro Schöpf 90+1′ | (0 – 0) Rapport |                  | Gelsenkirchen Publik: 48 883 Domare: Tasos Sidiropoulos (Grekland) | Gelsenkirchen Publik: 48 883 Domare: Tasos Sidiropoulos (Grekland) |
| 18:55 UTC+1 | 18:55 UTC+1      |                         |                 |                  | Gelsenkirchen Publik: 48 883 Domare: Tasos Sidiropoulos (Grekland) | Gelsenkirchen Publik: 48 883 Domare: Tasos Sidiropoulos (Grekland) |
| 18:55 UTC+1 | 18:55 UTC+1      |                         |                 |                  | Gelsenkirchen Publik: 48 883 Domare: Tasos Sidiropoulos (Grekland) | Gelsenkirchen Publik: 48 883 Domare: Tasos Sidiropoulos (Grekland) |

### Grupp E
| Nr | Lag            | S | V | O | F | GM | IM | MS  | P  |
| -- | -------------- | - | - | - | - | -- | -- | --- | -- |
| 1  | Bayern München | 6 | 4 | 2 | 0 | 15 | 5  | +10 | 14 |
| 2  | Ajax           | 6 | 3 | 3 | 0 | 11 | 5  | +6  | 12 |
| 3  | Benfica        | 6 | 2 | 1 | 3 | 6  | 11 | −5  | 7  |
| 4  | AEK Aten       | 6 | 0 | 0 | 6 | 2  | 13 | −11 | 0  |

|             | 19 september 2018 | Ajax                                              | 3 – 0           | AEK Aten | Johan Cruijff Arena                                         |                                                             |
| 18:55 UTC+2 | 18:55 UTC+2       | Nicolás Tagliafico 46′, 90′ Donny van de Beek 77′ | (0 – 0) Rapport |          | Amsterdam Publik: 52 285 Domare: Carlos Del Cerro (Spanien) | Amsterdam Publik: 52 285 Domare: Carlos Del Cerro (Spanien) |
| 18:55 UTC+2 | 18:55 UTC+2       |                                                   |                 |          | Amsterdam Publik: 52 285 Domare: Carlos Del Cerro (Spanien) | Amsterdam Publik: 52 285 Domare: Carlos Del Cerro (Spanien) |
| 18:55 UTC+2 | 18:55 UTC+2       |                                                   |                 |          | Amsterdam Publik: 52 285 Domare: Carlos Del Cerro (Spanien) | Amsterdam Publik: 52 285 Domare: Carlos Del Cerro (Spanien) |

|             | 19 september 2018 | Benfica | 0 – 2           | Bayern München                            | Estádio da Luz                                                |                                                               |
| 20:00 UTC+1 | 20:00 UTC+1       |         | (0 – 1) Rapport | 10′ Robert Lewandowski 54′ Renato Sanches | Lissabon Publik: 60 274 Domare: Antonio Mateu Lahoz (Spanien) | Lissabon Publik: 60 274 Domare: Antonio Mateu Lahoz (Spanien) |
| 20:00 UTC+1 | 20:00 UTC+1       |         |                 |                                           | Lissabon Publik: 60 274 Domare: Antonio Mateu Lahoz (Spanien) | Lissabon Publik: 60 274 Domare: Antonio Mateu Lahoz (Spanien) |
| 20:00 UTC+1 | 20:00 UTC+1       |         |                 |                                           | Lissabon Publik: 60 274 Domare: Antonio Mateu Lahoz (Spanien) | Lissabon Publik: 60 274 Domare: Antonio Mateu Lahoz (Spanien) |

|             | 2 oktober 2018 | Bayern München  | 1 – 1           | Ajax                  | Allianz Arena                                            |                                                          |
| 21:00 UTC+2 | 21:00 UTC+2    | Mats Hummels 4′ | (1 – 1) Rapport | 22′ Noussair Mazraoui | München Publik: 70 000 Domare: Pavel Královec (Tjeckien) | München Publik: 70 000 Domare: Pavel Královec (Tjeckien) |
| 21:00 UTC+2 | 21:00 UTC+2    |                 |                 |                       | München Publik: 70 000 Domare: Pavel Královec (Tjeckien) | München Publik: 70 000 Domare: Pavel Královec (Tjeckien) |
| 21:00 UTC+2 | 21:00 UTC+2    |                 |                 |                       | München Publik: 70 000 Domare: Pavel Královec (Tjeckien) | München Publik: 70 000 Domare: Pavel Královec (Tjeckien) |

|             | 2 oktober 2018 | AEK Aten                   | 2 – 3           | Benfica                                              | Atens Olympiastadion                               |                                                    |
| 22:00 UTC+3 | 22:00 UTC+3    | Viktor Klonaridis 53′, 63′ | (0 – 2) Rapport | 6′ Haris Seferović 15′ Alex Grimaldo 74′ Alfa Semedo | Aten Publik: 31 154 Domare: Orel Grinfeld (Irland) | Aten Publik: 31 154 Domare: Orel Grinfeld (Irland) |
| 22:00 UTC+3 | 22:00 UTC+3    |                            |                 |                                                      | Aten Publik: 31 154 Domare: Orel Grinfeld (Irland) | Aten Publik: 31 154 Domare: Orel Grinfeld (Irland) |
| 22:00 UTC+3 | 22:00 UTC+3    |                            |                 |                                                      | Aten Publik: 31 154 Domare: Orel Grinfeld (Irland) | Aten Publik: 31 154 Domare: Orel Grinfeld (Irland) |

|             | 23 oktober 2018 | AEK Aten | 0 – 2           | Bayern München                           | Atens Olympiastadion                                   |                                                        |
| 19:55 UTC+3 | 19:55 UTC+3     |          | (0 – 0) Rapport | 61′ Javi Martínez 63′ Robert Lewandowski | Aten Publik: 61 221 Domare: Aleksei Kulbakov (Belarus) | Aten Publik: 61 221 Domare: Aleksei Kulbakov (Belarus) |
| 19:55 UTC+3 | 19:55 UTC+3     |          |                 |                                          | Aten Publik: 61 221 Domare: Aleksei Kulbakov (Belarus) | Aten Publik: 61 221 Domare: Aleksei Kulbakov (Belarus) |
| 19:55 UTC+3 | 19:55 UTC+3     |          |                 |                                          | Aten Publik: 61 221 Domare: Aleksei Kulbakov (Belarus) | Aten Publik: 61 221 Domare: Aleksei Kulbakov (Belarus) |

|             | 23 oktober 2018 | Ajax                    | 1 – 0           | Benfica | Johan Cruijff Arena                                       |                                                           |
| 21:00 UTC+2 | 21:00 UTC+2     | Noussair Mazraoui 90+2′ | (0 – 0) Rapport |         | Amsterdam Publik: 52 489 Domare: Ruddy Buquet (Frankrike) | Amsterdam Publik: 52 489 Domare: Ruddy Buquet (Frankrike) |
| 21:00 UTC+2 | 21:00 UTC+2     |                         |                 |         | Amsterdam Publik: 52 489 Domare: Ruddy Buquet (Frankrike) | Amsterdam Publik: 52 489 Domare: Ruddy Buquet (Frankrike) |
| 21:00 UTC+2 | 21:00 UTC+2     |                         |                 |         | Amsterdam Publik: 52 489 Domare: Ruddy Buquet (Frankrike) | Amsterdam Publik: 52 489 Domare: Ruddy Buquet (Frankrike) |

|             | 7 november 2018 | Bayern München                     | 2 – 0           | AEK Aten | Allianz Arena                                        |                                                      |
| 21:00 UTC+1 | 21:00 UTC+1     | Robert Lewandowski 31′, 71′ (str.) | (1 – 0) Rapport |          | München Publik: 70 000 Domare: Matej Jug (Slovenien) | München Publik: 70 000 Domare: Matej Jug (Slovenien) |
| 21:00 UTC+1 | 21:00 UTC+1     |                                    |                 |          | München Publik: 70 000 Domare: Matej Jug (Slovenien) | München Publik: 70 000 Domare: Matej Jug (Slovenien) |
| 21:00 UTC+1 | 21:00 UTC+1     |                                    |                 |          | München Publik: 70 000 Domare: Matej Jug (Slovenien) | München Publik: 70 000 Domare: Matej Jug (Slovenien) |

|             | 7 november 2018 | Benfica   | 1 – 1           | Ajax            | Estádio da Luz                                            |                                                           |
| 20:00 UTC±0 | 20:00 UTC±0     | Jonas 29′ | (1 – 0) Rapport | 61′ Dušan Tadić | Lissabon Publik: 51 328 Domare: Gianluca Rocchi (Italien) | Lissabon Publik: 51 328 Domare: Gianluca Rocchi (Italien) |
| 20:00 UTC±0 | 20:00 UTC±0     |           |                 |                 | Lissabon Publik: 51 328 Domare: Gianluca Rocchi (Italien) | Lissabon Publik: 51 328 Domare: Gianluca Rocchi (Italien) |
| 20:00 UTC±0 | 20:00 UTC±0     |           |                 |                 | Lissabon Publik: 51 328 Domare: Gianluca Rocchi (Italien) | Lissabon Publik: 51 328 Domare: Gianluca Rocchi (Italien) |

|             | 27 november 2018 | AEK Aten | 0 – 2           | Ajax                        | Atens Olympiastadion                                 |                                                      |
| 19:55 UTC+2 | 19:55 UTC+2      |          | (0 – 0) Rapport | 68′ (str.), 72′ Dušan Tadić | Aten Publik: 25 756 Domare: Michael Oliver (England) | Aten Publik: 25 756 Domare: Michael Oliver (England) |
| 19:55 UTC+2 | 19:55 UTC+2      |          |                 |                             | Aten Publik: 25 756 Domare: Michael Oliver (England) | Aten Publik: 25 756 Domare: Michael Oliver (England) |
| 19:55 UTC+2 | 19:55 UTC+2      |          |                 |                             | Aten Publik: 25 756 Domare: Michael Oliver (England) | Aten Publik: 25 756 Domare: Michael Oliver (England) |

|             | 27 november 2018 | Bayern München                                                      | 5 – 1           | Benfica              | Allianz Arena                                           |                                                         |
| 21:00 UTC+1 | 21:00 UTC+1      | Arjen Robben 13′, 30′ Robert Lewandowski 36′, 51′ Franck Ribéry 76′ | (3 – 0) Rapport | 46′ Gedson Fernandes | München Publik: 70 000 Domare: Daniele Orsato (Italien) | München Publik: 70 000 Domare: Daniele Orsato (Italien) |
| 21:00 UTC+1 | 21:00 UTC+1      |                                                                     |                 |                      | München Publik: 70 000 Domare: Daniele Orsato (Italien) | München Publik: 70 000 Domare: Daniele Orsato (Italien) |
| 21:00 UTC+1 | 21:00 UTC+1      |                                                                     |                 |                      | München Publik: 70 000 Domare: Daniele Orsato (Italien) | München Publik: 70 000 Domare: Daniele Orsato (Italien) |

|             | 12 december 2018 | Ajax                                                 | 3 – 3           | Bayern München                                        | Johan Cruijff Arena                                         |                                                             |
| 21:00 UTC+1 | 21:00 UTC+1      | Dušan Tadić 61′, 82′ (str.) Nicolás Tagliafico 90+5′ | (0 – 1) Rapport | 13′, 87′ (str.) Robert Lewandowski 90′ Kingsley Coman | Amsterdam Publik: 52 244 Domare: Clément Turpin (Frankrike) | Amsterdam Publik: 52 244 Domare: Clément Turpin (Frankrike) |
| 21:00 UTC+1 | 21:00 UTC+1      |                                                      |                 |                                                       | Amsterdam Publik: 52 244 Domare: Clément Turpin (Frankrike) | Amsterdam Publik: 52 244 Domare: Clément Turpin (Frankrike) |
| 21:00 UTC+1 | 21:00 UTC+1      |                                                      |                 |                                                       | Amsterdam Publik: 52 244 Domare: Clément Turpin (Frankrike) | Amsterdam Publik: 52 244 Domare: Clément Turpin (Frankrike) |

|             | 12 december 2018 | Benfica           | 1 – 0           | AEK Aten | Estádio da Luz                                           |                                                          |
| 20:00 UTC±0 | 20:00 UTC±0      | Álex Grimaldo 88′ | (0 – 0) Rapport |          | Lissabon Publik: 33 633 Domare: Bobby Madden (Skottland) | Lissabon Publik: 33 633 Domare: Bobby Madden (Skottland) |
| 20:00 UTC±0 | 20:00 UTC±0      |                   |                 |          | Lissabon Publik: 33 633 Domare: Bobby Madden (Skottland) | Lissabon Publik: 33 633 Domare: Bobby Madden (Skottland) |
| 20:00 UTC±0 | 20:00 UTC±0      |                   |                 |          | Lissabon Publik: 33 633 Domare: Bobby Madden (Skottland) | Lissabon Publik: 33 633 Domare: Bobby Madden (Skottland) |

### Grupp F
| Nr | Lag              | S | V | O | F | GM | IM | MS  | P  |
| -- | ---------------- | - | - | - | - | -- | -- | --- | -- |
| 1  | Manchester City  | 6 | 4 | 1 | 1 | 16 | 6  | +10 | 13 |
| 2  | Lyon             | 6 | 1 | 5 | 0 | 12 | 11 | +1  | 8  |
| 3  | Sjachtar Donetsk | 6 | 1 | 3 | 2 | 8  | 16 | −8  | 6  |
| 4  | 1899 Hoffenheim  | 6 | 0 | 3 | 3 | 11 | 14 | −3  | 3  |

|             | 19 september 2018 | Sjachtar Donetsk       | 2 – 2           | 1899 Hoffenheim                            | OSK Metalist Stadion                                  |                                                       |
| 19:55 UTC+3 | 19:55 UTC+3       | Ismaily 17′ Maycon 81′ | (1 – 2) Rapport | 6′ Florian Grillitsch 38′ Håvard Nordtveit | Charkiv Publik: 28 336 Domare: Jakob Kehlet (Danmark) | Charkiv Publik: 28 336 Domare: Jakob Kehlet (Danmark) |
| 19:55 UTC+3 | 19:55 UTC+3       |                        |                 |                                            | Charkiv Publik: 28 336 Domare: Jakob Kehlet (Danmark) | Charkiv Publik: 28 336 Domare: Jakob Kehlet (Danmark) |
| 19:55 UTC+3 | 19:55 UTC+3       |                        |                 |                                            | Charkiv Publik: 28 336 Domare: Jakob Kehlet (Danmark) | Charkiv Publik: 28 336 Domare: Jakob Kehlet (Danmark) |

|             | 19 september 2018 | Manchester City    | 1 – 2           | Lyon                              | Etihad Stadium                                             |                                                            |
| 20:00 UTC+1 | 20:00 UTC+1       | Bernardo Silva 67′ | (0 – 2) Rapport | 26′ Maxwel Cornet 43′ Nabil Fekir | Manchester Publik: 40 111 Domare: Daniele Orsato (Italien) | Manchester Publik: 40 111 Domare: Daniele Orsato (Italien) |
| 20:00 UTC+1 | 20:00 UTC+1       |                    |                 |                                   | Manchester Publik: 40 111 Domare: Daniele Orsato (Italien) | Manchester Publik: 40 111 Domare: Daniele Orsato (Italien) |
| 20:00 UTC+1 | 20:00 UTC+1       |                    |                 |                                   | Manchester Publik: 40 111 Domare: Daniele Orsato (Italien) | Manchester Publik: 40 111 Domare: Daniele Orsato (Italien) |

|             | 2 oktober 2018 | 1899 Hoffenheim   | 1 – 2           | Manchester City                  | Rhein-Neckar-Arena                                        |                                                           |
| 18:55 UTC+2 | 18:55 UTC+2    | Ishak Belfodil 1′ | (1 – 1) Rapport | 8′ Sergio Agüero 87′ David Silva | Sinsheim Publik: 24 851 Domare: Damir Skomina (Slovenien) | Sinsheim Publik: 24 851 Domare: Damir Skomina (Slovenien) |
| 18:55 UTC+2 | 18:55 UTC+2    |                   |                 |                                  | Sinsheim Publik: 24 851 Domare: Damir Skomina (Slovenien) | Sinsheim Publik: 24 851 Domare: Damir Skomina (Slovenien) |
| 18:55 UTC+2 | 18:55 UTC+2    |                   |                 |                                  | Sinsheim Publik: 24 851 Domare: Damir Skomina (Slovenien) | Sinsheim Publik: 24 851 Domare: Damir Skomina (Slovenien) |

|             | 2 oktober 2018 | Lyon                              | 2 – 2           | Sjachtar Donetsk       | Parc Olympique Lyonnais                                        |                                                                |
| 21:00 UTC+2 | 21:00 UTC+2    | Moussa Dembélé 70′ Léo Dubois 72′ | (0 – 1) Rapport | 44′, 55′ Júnior Moraes | Décines-Charpieu Publik: 0 Domare: Andris Treimanis (Lettland) | Décines-Charpieu Publik: 0 Domare: Andris Treimanis (Lettland) |
| 21:00 UTC+2 | 21:00 UTC+2    |                                   |                 |                        | Décines-Charpieu Publik: 0 Domare: Andris Treimanis (Lettland) | Décines-Charpieu Publik: 0 Domare: Andris Treimanis (Lettland) |
| 21:00 UTC+2 | 21:00 UTC+2    |                                   |                 |                        | Décines-Charpieu Publik: 0 Domare: Andris Treimanis (Lettland) | Décines-Charpieu Publik: 0 Domare: Andris Treimanis (Lettland) |

|             | 23 oktober 2018 | 1899 Hoffenheim                          | 3 – 3           | Lyon                                                      | Rhein-Neckar-Arena                                                 |                                                                    |
| 21:00 UTC+2 | 21:00 UTC+2     | Andrej Kramarić 33′, 47′ Joelinton 90+2′ | (1 – 1) Rapport | 27′ Bertrand Traoré 59′ Tanguy Ndombélé 67′ Memphis Depay | Sinsheim Publik: 24 144 Domare: Alberto Undiano Mallenco (Spanien) | Sinsheim Publik: 24 144 Domare: Alberto Undiano Mallenco (Spanien) |
| 21:00 UTC+2 | 21:00 UTC+2     |                                          |                 |                                                           | Sinsheim Publik: 24 144 Domare: Alberto Undiano Mallenco (Spanien) | Sinsheim Publik: 24 144 Domare: Alberto Undiano Mallenco (Spanien) |
| 21:00 UTC+2 | 21:00 UTC+2     |                                          |                 |                                                           | Sinsheim Publik: 24 144 Domare: Alberto Undiano Mallenco (Spanien) | Sinsheim Publik: 24 144 Domare: Alberto Undiano Mallenco (Spanien) |

|             | 23 oktober 2018 | Sjachtar Donetsk | 0 – 3           | Manchester City                                        | OSK Metalist Stadion                                      |                                                           |
| 22:00 UTC+3 | 22:00 UTC+3     |                  | (0 – 2) Rapport | 30′ David Silva 35′ Aymeric Laporte 71′ Bernardo Silva | Charkiv Publik: 37 106 Domare: Carlos Del Cerro (Spanien) | Charkiv Publik: 37 106 Domare: Carlos Del Cerro (Spanien) |
| 22:00 UTC+3 | 22:00 UTC+3     |                  |                 |                                                        | Charkiv Publik: 37 106 Domare: Carlos Del Cerro (Spanien) | Charkiv Publik: 37 106 Domare: Carlos Del Cerro (Spanien) |
| 22:00 UTC+3 | 22:00 UTC+3     |                  |                 |                                                        | Charkiv Publik: 37 106 Domare: Carlos Del Cerro (Spanien) | Charkiv Publik: 37 106 Domare: Carlos Del Cerro (Spanien) |

|             | 7 november 2018 | Lyon                                | 2 – 2           | 1899 Hoffenheim                           | Parc Olympique Lyonnais                                                |                                                                        |
| 21:00 UTC+1 | 21:00 UTC+1     | Nabil Fekir 19′ Tanguy Ndombélé 28′ | (2 – 0) Rapport | 65′ Andrej Kramarić 90+2′ Pavel Kadeřábek | Décines-Charpieu Publik: 53 850 Domare: Danny Makkelie (Nederländerna) | Décines-Charpieu Publik: 53 850 Domare: Danny Makkelie (Nederländerna) |
| 21:00 UTC+1 | 21:00 UTC+1     |                                     |                 |                                           | Décines-Charpieu Publik: 53 850 Domare: Danny Makkelie (Nederländerna) | Décines-Charpieu Publik: 53 850 Domare: Danny Makkelie (Nederländerna) |
| 21:00 UTC+1 | 21:00 UTC+1     |                                     |                 |                                           | Décines-Charpieu Publik: 53 850 Domare: Danny Makkelie (Nederländerna) | Décines-Charpieu Publik: 53 850 Domare: Danny Makkelie (Nederländerna) |

|             | 7 november 2018 | Manchester City                                                                                  | 6 – 0           | Sjachtar Donetsk | Etihad Stadium                                           |                                                          |
| 20:00 UTC±0 | 20:00 UTC±0     | David Silva 13′ Gabriel Jesus 24′ (str.), 72′ (str.), 90+2′ Raheem Sterling 49′ Riyad Mahrez 84′ | (2 – 0) Rapport |                  | Manchester Publik: 52 286 Domare: Viktor Kassai (Ungern) | Manchester Publik: 52 286 Domare: Viktor Kassai (Ungern) |
| 20:00 UTC±0 | 20:00 UTC±0     |                                                                                                  |                 |                  | Manchester Publik: 52 286 Domare: Viktor Kassai (Ungern) | Manchester Publik: 52 286 Domare: Viktor Kassai (Ungern) |
| 20:00 UTC±0 | 20:00 UTC±0     |                                                                                                  |                 |                  | Manchester Publik: 52 286 Domare: Viktor Kassai (Ungern) | Manchester Publik: 52 286 Domare: Viktor Kassai (Ungern) |

|             | 27 november 2018 | 1899 Hoffenheim                      | 2 – 3           | Sjachtar Donetsk              | Rhein-Neckar-Arena                                        |                                                           |
| 21:00 UTC+1 | 21:00 UTC+1      | Andrej Kramarić 17′ Steven Zuber 40′ | (2 – 2) Rapport | 14′ Ismaily 15′, 90+2′ Taison | Sinsheim Publik: 22 920 Domare: Ivan Kružliak (Slovakien) | Sinsheim Publik: 22 920 Domare: Ivan Kružliak (Slovakien) |
| 21:00 UTC+1 | 21:00 UTC+1      |                                      |                 |                               | Sinsheim Publik: 22 920 Domare: Ivan Kružliak (Slovakien) | Sinsheim Publik: 22 920 Domare: Ivan Kružliak (Slovakien) |
| 21:00 UTC+1 | 21:00 UTC+1      |                                      |                 |                               | Sinsheim Publik: 22 920 Domare: Ivan Kružliak (Slovakien) | Sinsheim Publik: 22 920 Domare: Ivan Kružliak (Slovakien) |

|             | 27 november 2018 | Lyon                   | 2 – 2           | Manchester City                       | Parc Olympique Lyonnais                                           |                                                                   |
| 21:00 UTC+1 | 21:00 UTC+1      | Maxwel Cornet 55′, 81′ | (0 – 0) Rapport | 62′ Aymeric Laporte 83′ Sergio Agüero | Décines-Charpieu Publik: 56 039 Domare: Gianluca Rocchi (Italien) | Décines-Charpieu Publik: 56 039 Domare: Gianluca Rocchi (Italien) |
| 21:00 UTC+1 | 21:00 UTC+1      |                        |                 |                                       | Décines-Charpieu Publik: 56 039 Domare: Gianluca Rocchi (Italien) | Décines-Charpieu Publik: 56 039 Domare: Gianluca Rocchi (Italien) |
| 21:00 UTC+1 | 21:00 UTC+1      |                        |                 |                                       | Décines-Charpieu Publik: 56 039 Domare: Gianluca Rocchi (Italien) | Décines-Charpieu Publik: 56 039 Domare: Gianluca Rocchi (Italien) |

|             | 12 december 2018 | Sjachtar Donetsk  | 1 – 1           | Lyon            | OSK Metalist Stadion                                         |                                                              |
| 22:00 UTC+2 | 22:00 UTC+2      | Júnior Moraes 22′ | (1 – 0) Rapport | 65′ Nabil Fekir | Charkiv Publik: 38 916 Domare: Björn Kuipers (Nederländerna) | Charkiv Publik: 38 916 Domare: Björn Kuipers (Nederländerna) |
| 22:00 UTC+2 | 22:00 UTC+2      |                   |                 |                 | Charkiv Publik: 38 916 Domare: Björn Kuipers (Nederländerna) | Charkiv Publik: 38 916 Domare: Björn Kuipers (Nederländerna) |
| 22:00 UTC+2 | 22:00 UTC+2      |                   |                 |                 | Charkiv Publik: 38 916 Domare: Björn Kuipers (Nederländerna) | Charkiv Publik: 38 916 Domare: Björn Kuipers (Nederländerna) |

|             | 12 december 2018 | Manchester City       | 2 – 1           | 1899 Hoffenheim            | Etihad Stadium                                             |                                                            |
| 20:00 UTC±0 | 20:00 UTC±0      | Leroy Sané 45+1′, 61′ | (1 – 1) Rapport | 16′ (str.) Andrej Kramarić | Manchester Publik: 50 411 Domare: Andreas Ekberg (Sverige) | Manchester Publik: 50 411 Domare: Andreas Ekberg (Sverige) |
| 20:00 UTC±0 | 20:00 UTC±0      |                       |                 |                            | Manchester Publik: 50 411 Domare: Andreas Ekberg (Sverige) | Manchester Publik: 50 411 Domare: Andreas Ekberg (Sverige) |
| 20:00 UTC±0 | 20:00 UTC±0      |                       |                 |                            | Manchester Publik: 50 411 Domare: Andreas Ekberg (Sverige) | Manchester Publik: 50 411 Domare: Andreas Ekberg (Sverige) |

### Grupp G
| Nr | Lag            | S | V | O | F | GM | IM | MS | P  |
| -- | -------------- | - | - | - | - | -- | -- | -- | -- |
| 1  | Real Madrid    | 6 | 4 | 0 | 2 | 12 | 5  | +7 | 12 |
| 2  | Roma           | 6 | 3 | 0 | 3 | 11 | 8  | +3 | 9  |
| 3  | Viktoria Plzeň | 6 | 2 | 1 | 3 | 7  | 16 | −9 | 7  |
| 4  | CSKA Moskva    | 6 | 2 | 1 | 3 | 8  | 9  | −1 | 7  |

|             | 19 september 2018 | Real Madrid                                 | 3 – 0           | Roma | Santiago Bernabéu                                           |                                                             |
| 21:00 UTC+2 | 21:00 UTC+2       | Isco 45′ Gareth Bale 58′ Mariano Díaz 90+1′ | (1 – 0) Rapport |      | Madrid Publik: 69 251 Domare: Björn Kuipers (Nederländerna) | Madrid Publik: 69 251 Domare: Björn Kuipers (Nederländerna) |
| 21:00 UTC+2 | 21:00 UTC+2       |                                             |                 |      | Madrid Publik: 69 251 Domare: Björn Kuipers (Nederländerna) | Madrid Publik: 69 251 Domare: Björn Kuipers (Nederländerna) |
| 21:00 UTC+2 | 21:00 UTC+2       |                                             |                 |      | Madrid Publik: 69 251 Domare: Björn Kuipers (Nederländerna) | Madrid Publik: 69 251 Domare: Björn Kuipers (Nederländerna) |

|             | 19 september 2018 | Viktoria Plzeň            | 2 – 2           | CSKA Moskva                                 | Štruncovy Sady Stadion                                  |                                                         |
| 21:00 UTC+2 | 21:00 UTC+2       | Michael Krmenčík 29′, 41′ | (2 – 0) Rapport | 49′ Fedor Chalov 90+5′ (str.) Nikola Vlašić | Plzen Publik: 11 312 Domare: Benoît Bastien (Frankrike) | Plzen Publik: 11 312 Domare: Benoît Bastien (Frankrike) |
| 21:00 UTC+2 | 21:00 UTC+2       |                           |                 |                                             | Plzen Publik: 11 312 Domare: Benoît Bastien (Frankrike) | Plzen Publik: 11 312 Domare: Benoît Bastien (Frankrike) |
| 21:00 UTC+2 | 21:00 UTC+2       |                           |                 |                                             | Plzen Publik: 11 312 Domare: Benoît Bastien (Frankrike) | Plzen Publik: 11 312 Domare: Benoît Bastien (Frankrike) |

|             | 2 oktober 2018 | CSKA Moskva      | 1 – 0           | Real Madrid | Luzjnikistadion                                         |                                                         |
| 22:00 UTC+3 | 22:00 UTC+3    | Nikola Vlašić 2′ | (1 – 0) Rapport |             | Moskva Publik: 71 811 Domare: Ovidiu Hațegan (Rumänien) | Moskva Publik: 71 811 Domare: Ovidiu Hațegan (Rumänien) |
| 22:00 UTC+3 | 22:00 UTC+3    |                  |                 |             | Moskva Publik: 71 811 Domare: Ovidiu Hațegan (Rumänien) | Moskva Publik: 71 811 Domare: Ovidiu Hațegan (Rumänien) |
| 22:00 UTC+3 | 22:00 UTC+3    |                  |                 |             | Moskva Publik: 71 811 Domare: Ovidiu Hațegan (Rumänien) | Moskva Publik: 71 811 Domare: Ovidiu Hațegan (Rumänien) |

|             | 2 oktober 2018 | Roma                                                           | 5 – 0           | Viktoria Plzeň | Olympiastadion                                      |                                                     |
| 21:00 UTC+2 | 21:00 UTC+2    | Edin Džeko 3′, 40′, 90+2′ Cengiz Ünder 64′ Justin Kluivert 73′ | (2 – 0) Rapport |                | Rom Publik: 41 243 Domare: Paweł Raczkowski (Polen) | Rom Publik: 41 243 Domare: Paweł Raczkowski (Polen) |
| 21:00 UTC+2 | 21:00 UTC+2    |                                                                |                 |                | Rom Publik: 41 243 Domare: Paweł Raczkowski (Polen) | Rom Publik: 41 243 Domare: Paweł Raczkowski (Polen) |
| 21:00 UTC+2 | 21:00 UTC+2    |                                                                |                 |                | Rom Publik: 41 243 Domare: Paweł Raczkowski (Polen) | Rom Publik: 41 243 Domare: Paweł Raczkowski (Polen) |

|             | 23 oktober 2018 | Roma                                 | 3 – 0           | CSKA Moskva | Olympiastadion                                           |                                                          |
| 21:00 UTC+2 | 21:00 UTC+2     | Edin Džeko 30′, 43′ Cengiz Ünder 50′ | (2 – 0) Rapport |             | Rom Publik: 46 005 Domare: Tasos Sidiropoulos (Grekland) | Rom Publik: 46 005 Domare: Tasos Sidiropoulos (Grekland) |
| 21:00 UTC+2 | 21:00 UTC+2     |                                      |                 |             | Rom Publik: 46 005 Domare: Tasos Sidiropoulos (Grekland) | Rom Publik: 46 005 Domare: Tasos Sidiropoulos (Grekland) |
| 21:00 UTC+2 | 21:00 UTC+2     |                                      |                 |             | Rom Publik: 46 005 Domare: Tasos Sidiropoulos (Grekland) | Rom Publik: 46 005 Domare: Tasos Sidiropoulos (Grekland) |

|             | 23 oktober 2018 | Real Madrid                   | 2 – 1           | Viktoria Plzeň       | Santiago Bernabéu                                    |                                                      |
| 21:00 UTC+2 | 21:00 UTC+2     | Karim Benzema 11′ Marcelo 55′ | (1 – 0) Rapport | 79′ Patrik Hrošovský | Madrid Publik: 67 356 Domare: Orel Grinfeld (Israel) | Madrid Publik: 67 356 Domare: Orel Grinfeld (Israel) |
| 21:00 UTC+2 | 21:00 UTC+2     |                               |                 |                      | Madrid Publik: 67 356 Domare: Orel Grinfeld (Israel) | Madrid Publik: 67 356 Domare: Orel Grinfeld (Israel) |
| 21:00 UTC+2 | 21:00 UTC+2     |                               |                 |                      | Madrid Publik: 67 356 Domare: Orel Grinfeld (Israel) | Madrid Publik: 67 356 Domare: Orel Grinfeld (Israel) |

|             | 7 november 2018 | CSKA Moskva          | 1 – 2           | Roma                                     | Luzjnikistadion                                      |                                                      |
| 20:55 UTC+3 | 20:55 UTC+3     | Arnór Sigurðsson 50′ | (0 – 1) Rapport | 4′ Kostas Manolas 59′ Lorenzo Pellegrini | Moskva Publik: 64 454 Domare: Cüneyt Çakır (Turkiet) | Moskva Publik: 64 454 Domare: Cüneyt Çakır (Turkiet) |
| 20:55 UTC+3 | 20:55 UTC+3     |                      |                 |                                          | Moskva Publik: 64 454 Domare: Cüneyt Çakır (Turkiet) | Moskva Publik: 64 454 Domare: Cüneyt Çakır (Turkiet) |
| 20:55 UTC+3 | 20:55 UTC+3     |                      |                 |                                          | Moskva Publik: 64 454 Domare: Cüneyt Çakır (Turkiet) | Moskva Publik: 64 454 Domare: Cüneyt Çakır (Turkiet) |

|             | 7 november 2018 | Viktoria Plzeň | 0 – 5           | Real Madrid                                                        | Štruncovy Sady Stadion                                |                                                       |
| 21:00 UTC+1 | 21:00 UTC+1     |                | (0 – 4) Rapport | 21′, 37′ Karim Benzema 23′ Casemiro 40′ Gareth Bale 67′ Toni Kroos | Plzen Publik: 11 483 Domare: Deniz Aytekin (Tyskland) | Plzen Publik: 11 483 Domare: Deniz Aytekin (Tyskland) |
| 21:00 UTC+1 | 21:00 UTC+1     |                |                 |                                                                    | Plzen Publik: 11 483 Domare: Deniz Aytekin (Tyskland) | Plzen Publik: 11 483 Domare: Deniz Aytekin (Tyskland) |
| 21:00 UTC+1 | 21:00 UTC+1     |                |                 |                                                                    | Plzen Publik: 11 483 Domare: Deniz Aytekin (Tyskland) | Plzen Publik: 11 483 Domare: Deniz Aytekin (Tyskland) |

|             | 27 november 2018 | CSKA Moskva              | 1 – 2           | Viktoria Plzeň                      | Luzjnikistadion                                              |                                                              |
| 20:55 UTC+3 | 20:55 UTC+3      | Nikola Vlašić 10′ (str.) | (1 – 0) Rapport | 56′ Roman Procházka 81′ Lukáš Hejda | Moskva Publik: 52 892 Domare: Danny Makkelie (Nederländerna) | Moskva Publik: 52 892 Domare: Danny Makkelie (Nederländerna) |
| 20:55 UTC+3 | 20:55 UTC+3      |                          |                 |                                     | Moskva Publik: 52 892 Domare: Danny Makkelie (Nederländerna) | Moskva Publik: 52 892 Domare: Danny Makkelie (Nederländerna) |
| 20:55 UTC+3 | 20:55 UTC+3      |                          |                 |                                     | Moskva Publik: 52 892 Domare: Danny Makkelie (Nederländerna) | Moskva Publik: 52 892 Domare: Danny Makkelie (Nederländerna) |

|             | 27 november 2018 | Roma | 0 – 2           | Real Madrid                       | Olympiastadion                                        |                                                       |
| 21:00 UTC+1 | 21:00 UTC+1      |      | (0 – 0) Rapport | 47′ Gareth Bale 59′ Lucas Vázquez | Rom Publik: 59 124 Domare: Clément Turpin (Frankrike) | Rom Publik: 59 124 Domare: Clément Turpin (Frankrike) |
| 21:00 UTC+1 | 21:00 UTC+1      |      |                 |                                   | Rom Publik: 59 124 Domare: Clément Turpin (Frankrike) | Rom Publik: 59 124 Domare: Clément Turpin (Frankrike) |
| 21:00 UTC+1 | 21:00 UTC+1      |      |                 |                                   | Rom Publik: 59 124 Domare: Clément Turpin (Frankrike) | Rom Publik: 59 124 Domare: Clément Turpin (Frankrike) |

|             | 12 december 2018 | Real Madrid | 0 – 3           | CSKA Moskva                                                   | Santiago Bernabéu                                          |                                                            |
| 18:55 UTC+1 | 18:55 UTC+1      |             | (0 – 2) Rapport | 37′ Fyodor Chalov 43′ Georgi Shchennikov 73′ Arnór Sigurðsson | Madrid Publik: 51 636 Domare: Artur Soares Dias (Portugal) | Madrid Publik: 51 636 Domare: Artur Soares Dias (Portugal) |
| 18:55 UTC+1 | 18:55 UTC+1      |             |                 |                                                               | Madrid Publik: 51 636 Domare: Artur Soares Dias (Portugal) | Madrid Publik: 51 636 Domare: Artur Soares Dias (Portugal) |
| 18:55 UTC+1 | 18:55 UTC+1      |             |                 |                                                               | Madrid Publik: 51 636 Domare: Artur Soares Dias (Portugal) | Madrid Publik: 51 636 Domare: Artur Soares Dias (Portugal) |

|             | 12 december 2018 | Viktoria Plzeň                  | 2 – 1           | Roma             | Štruncovy Sady Stadion                                |                                                       |
| 18:55 UTC+1 | 18:55 UTC+1      | Jan Kovařík 62′ Tomáš Chorý 72′ | (0 – 0) Rapport | 68′ Cengiz Ünder | Plzen Publik: 11 217 Domare: Anthony Taylor (England) | Plzen Publik: 11 217 Domare: Anthony Taylor (England) |
| 18:55 UTC+1 | 18:55 UTC+1      |                                 |                 |                  | Plzen Publik: 11 217 Domare: Anthony Taylor (England) | Plzen Publik: 11 217 Domare: Anthony Taylor (England) |
| 18:55 UTC+1 | 18:55 UTC+1      |                                 |                 |                  | Plzen Publik: 11 217 Domare: Anthony Taylor (England) | Plzen Publik: 11 217 Domare: Anthony Taylor (England) |

### Grupp H
| Nr | Lag               | S | V | O | F | GM | IM | MS | P  |
| -- | ----------------- | - | - | - | - | -- | -- | -- | -- |
| 1  | Juventus          | 6 | 4 | 0 | 2 | 9  | 4  | +5 | 12 |
| 2  | Manchester United | 6 | 3 | 1 | 2 | 7  | 4  | +3 | 10 |
| 3  | Valencia          | 6 | 2 | 2 | 2 | 6  | 6  | 0  | 8  |
| 4  | Young Boys        | 6 | 1 | 1 | 4 | 4  | 12 | −8 | 4  |

|             | 19 september 2018 | Young Boys | 0 – 3           | Manchester United                              | Stade de Suisse                                      |                                                      |
| 21:00 UTC+2 | 21:00 UTC+2       |            | (0 – 2) Rapport | 35′, 44′ (str.) Paul Pogba 66′ Anthony Martial | Bern Publik: 31 120 Domare: Deniz Aytekin (Tyskland) | Bern Publik: 31 120 Domare: Deniz Aytekin (Tyskland) |
| 21:00 UTC+2 | 21:00 UTC+2       |            |                 |                                                | Bern Publik: 31 120 Domare: Deniz Aytekin (Tyskland) | Bern Publik: 31 120 Domare: Deniz Aytekin (Tyskland) |
| 21:00 UTC+2 | 21:00 UTC+2       |            |                 |                                                | Bern Publik: 31 120 Domare: Deniz Aytekin (Tyskland) | Bern Publik: 31 120 Domare: Deniz Aytekin (Tyskland) |

|             | 19 september 2018 | Valencia | 0 – 2           | Juventus                              | Mestalla                                               |                                                        |
| 21:00 UTC+2 | 21:00 UTC+2       |          | (0 – 1) Rapport | 45′ (str.), 51′ (str.) Miralem Pjanić | Valencia Publik: 46 067 Domare: Felix Brych (Tyskland) | Valencia Publik: 46 067 Domare: Felix Brych (Tyskland) |
| 21:00 UTC+2 | 21:00 UTC+2       |          |                 |                                       | Valencia Publik: 46 067 Domare: Felix Brych (Tyskland) | Valencia Publik: 46 067 Domare: Felix Brych (Tyskland) |
| 21:00 UTC+2 | 21:00 UTC+2       |          |                 |                                       | Valencia Publik: 46 067 Domare: Felix Brych (Tyskland) | Valencia Publik: 46 067 Domare: Felix Brych (Tyskland) |

|             | 2 oktober 2018 | Juventus                  | 3 – 0           | Young Boys | Juventus Stadium                                       |                                                        |
| 18:55 UTC+2 | 18:55 UTC+2    | Paulo Dybala 5′, 33′, 69′ | (2 – 0) Rapport |            | Turin Publik: 40 961 Domare: Sergei Karasev (Ryssland) | Turin Publik: 40 961 Domare: Sergei Karasev (Ryssland) |
| 18:55 UTC+2 | 18:55 UTC+2    |                           |                 |            | Turin Publik: 40 961 Domare: Sergei Karasev (Ryssland) | Turin Publik: 40 961 Domare: Sergei Karasev (Ryssland) |
| 18:55 UTC+2 | 18:55 UTC+2    |                           |                 |            | Turin Publik: 40 961 Domare: Sergei Karasev (Ryssland) | Turin Publik: 40 961 Domare: Sergei Karasev (Ryssland) |

|             | 2 oktober 2018 | Manchester United | 0 – 0   | Valencia | Old Trafford                                                |                                                             |
| 20:05 UTC+1 | 20:05 UTC+1    |                   | Rapport |          | Manchester Publik: 73 569 Domare: Slavko Vinčić (Slovenien) | Manchester Publik: 73 569 Domare: Slavko Vinčić (Slovenien) |
| 20:05 UTC+1 | 20:05 UTC+1    |                   |         |          | Manchester Publik: 73 569 Domare: Slavko Vinčić (Slovenien) | Manchester Publik: 73 569 Domare: Slavko Vinčić (Slovenien) |
| 20:05 UTC+1 | 20:05 UTC+1    |                   |         |          | Manchester Publik: 73 569 Domare: Slavko Vinčić (Slovenien) | Manchester Publik: 73 569 Domare: Slavko Vinčić (Slovenien) |

|             | 23 oktober 2018 | Young Boys                  | 1 – 1           | Valencia            | Stade de Suisse                                         |                                                         |
| 18:55 UTC+2 | 18:55 UTC+2     | Guillaume Hoarau 55′ (str.) | (0 – 1) Rapport | 26′ Michy Batshuayi | Bern Publik: 31 120 Domare: Andris Treimanis (Lettland) | Bern Publik: 31 120 Domare: Andris Treimanis (Lettland) |
| 18:55 UTC+2 | 18:55 UTC+2     |                             |                 |                     | Bern Publik: 31 120 Domare: Andris Treimanis (Lettland) | Bern Publik: 31 120 Domare: Andris Treimanis (Lettland) |
| 18:55 UTC+2 | 18:55 UTC+2     |                             |                 |                     | Bern Publik: 31 120 Domare: Andris Treimanis (Lettland) | Bern Publik: 31 120 Domare: Andris Treimanis (Lettland) |

|             | 23 oktober 2018 | Manchester United | 0 – 1           | Juventus         | Old Trafford                                              |                                                           |
| 20:00 UTC+1 | 20:00 UTC+1     |                   | (0 – 1) Rapport | 17′ Paulo Dybala | Manchester Publik: 73 946 Domare: Milorad Mažić (Serbien) | Manchester Publik: 73 946 Domare: Milorad Mažić (Serbien) |
| 20:00 UTC+1 | 20:00 UTC+1     |                   |                 |                  | Manchester Publik: 73 946 Domare: Milorad Mažić (Serbien) | Manchester Publik: 73 946 Domare: Milorad Mažić (Serbien) |
| 20:00 UTC+1 | 20:00 UTC+1     |                   |                 |                  | Manchester Publik: 73 946 Domare: Milorad Mažić (Serbien) | Manchester Publik: 73 946 Domare: Milorad Mažić (Serbien) |

|             | 7 november 2018 | Valencia                             | 3 – 1           | Young Boys       | Mestalla                                                 |                                                          |
| 18:55 UTC+1 | 18:55 UTC+1     | Santi Mina 14′, 42′ Carlos Soler 56′ | (2 – 1) Rapport | 37′ Roger Assalé | Valencia Publik: 36 480 Domare: István Kovács (Rumänien) | Valencia Publik: 36 480 Domare: István Kovács (Rumänien) |
| 18:55 UTC+1 | 18:55 UTC+1     |                                      |                 |                  | Valencia Publik: 36 480 Domare: István Kovács (Rumänien) | Valencia Publik: 36 480 Domare: István Kovács (Rumänien) |
| 18:55 UTC+1 | 18:55 UTC+1     |                                      |                 |                  | Valencia Publik: 36 480 Domare: István Kovács (Rumänien) | Valencia Publik: 36 480 Domare: István Kovács (Rumänien) |

|             | 7 november 2018 | Juventus              | 1 – 2           | Manchester United                         | Juventus Stadium                                       |                                                        |
| 21:00 UTC+1 | 21:00 UTC+1     | Cristiano Ronaldo 65′ | (0 – 0) Rapport | 86′ Juan Mata 90′ (sjm.) Leonardo Bonucci | Turin Publik: 41 470 Domare: Ovidiu Haţegan (Rumänien) | Turin Publik: 41 470 Domare: Ovidiu Haţegan (Rumänien) |
| 21:00 UTC+1 | 21:00 UTC+1     |                       |                 |                                           | Turin Publik: 41 470 Domare: Ovidiu Haţegan (Rumänien) | Turin Publik: 41 470 Domare: Ovidiu Haţegan (Rumänien) |
| 21:00 UTC+1 | 21:00 UTC+1     |                       |                 |                                           | Turin Publik: 41 470 Domare: Ovidiu Haţegan (Rumänien) | Turin Publik: 41 470 Domare: Ovidiu Haţegan (Rumänien) |

|             | 27 november 2018 | Manchester United       | 1 – 0           | Young Boys | Old Trafford                                             |                                                          |
| 20:00 UTC±0 | 20:00 UTC±0      | Marouane Fellaini 90+1′ | (0 – 0) Rapport |            | Manchester Publik: 72 876 Domare: Felix Brych (Tyskland) | Manchester Publik: 72 876 Domare: Felix Brych (Tyskland) |
| 20:00 UTC±0 | 20:00 UTC±0      |                         |                 |            | Manchester Publik: 72 876 Domare: Felix Brych (Tyskland) | Manchester Publik: 72 876 Domare: Felix Brych (Tyskland) |
| 20:00 UTC±0 | 20:00 UTC±0      |                         |                 |            | Manchester Publik: 72 876 Domare: Felix Brych (Tyskland) | Manchester Publik: 72 876 Domare: Felix Brych (Tyskland) |

|             | 27 november 2018 | Juventus            | 1 – 0           | Valencia | Juventus Stadium                                        |                                                         |
| 21:00 UTC+1 | 21:00 UTC+1      | Mario Mandžukić 59′ | (0 – 0) Rapport |          | Turin Publik: 39 707 Domare: William Collum (Skottland) | Turin Publik: 39 707 Domare: William Collum (Skottland) |
| 21:00 UTC+1 | 21:00 UTC+1      |                     |                 |          | Turin Publik: 39 707 Domare: William Collum (Skottland) | Turin Publik: 39 707 Domare: William Collum (Skottland) |
| 21:00 UTC+1 | 21:00 UTC+1      |                     |                 |          | Turin Publik: 39 707 Domare: William Collum (Skottland) | Turin Publik: 39 707 Domare: William Collum (Skottland) |

|             | 12 december 2018 | Young Boys                       | 2 – 1           | Juventus         | Stade de Suisse                                       |                                                       |
| 21:00 UTC+1 | 21:00 UTC+1      | Guillaume Hoarau 30′ (str.), 68′ | (1 – 0) Rapport | 80′ Paulo Dybala | Bern Publik: 30 114 Domare: Tobias Stieler (Tyskland) | Bern Publik: 30 114 Domare: Tobias Stieler (Tyskland) |
| 21:00 UTC+1 | 21:00 UTC+1      |                                  |                 |                  | Bern Publik: 30 114 Domare: Tobias Stieler (Tyskland) | Bern Publik: 30 114 Domare: Tobias Stieler (Tyskland) |
| 21:00 UTC+1 | 21:00 UTC+1      |                                  |                 |                  | Bern Publik: 30 114 Domare: Tobias Stieler (Tyskland) | Bern Publik: 30 114 Domare: Tobias Stieler (Tyskland) |

|             | 12 december 2018 | Valencia                               | 2 – 1           | Manchester United   | Mestalla                                                   |                                                            |
| 21:00 UTC+1 | 21:00 UTC+1      | Carlos Soler 17′ Phil Jones 47′ (sjm.) | (1 – 0) Rapport | 87′ Marcus Rashford | Valencia Publik: 36 544 Domare: Georgi Kabakov (Bulgarien) | Valencia Publik: 36 544 Domare: Georgi Kabakov (Bulgarien) |
| 21:00 UTC+1 | 21:00 UTC+1      |                                        |                 |                     | Valencia Publik: 36 544 Domare: Georgi Kabakov (Bulgarien) | Valencia Publik: 36 544 Domare: Georgi Kabakov (Bulgarien) |
| 21:00 UTC+1 | 21:00 UTC+1      |                                        |                 |                     | Valencia Publik: 36 544 Domare: Georgi Kabakov (Bulgarien) | Valencia Publik: 36 544 Domare: Georgi Kabakov (Bulgarien) |